# Esteban Mancilla
Esteban Mancilla Soldán (Puerto Montt, Chile, 30 de septiembre de 1976) es un exfutbolista chileno. Jugaba de defensa y militó en diversos clubes de Chile. Formó parte del seleccionado chileno sub-17 que logró el tercer lugar del Mundial de la categoría en 1993.

## Selección nacional
Su máximo logro fue alcanzar el Tercer lugar mundial con la selección de fútbol sub-17 de Chile en la Copa Mundial de Fútbol Sub-17 de Japón en 1993.

### Participaciones en Copas del Mundo
| Mundial                        | Sede  | Resultado    |
| ------------------------------ | ----- | ------------ |
| Mundial Juvenil Sub-17 de 1993 | Japón | Tercer lugar |

## Clubes
| Club                  | País  | Año       |
| --------------------- | ----- | --------- |
| Colo Colo             | Chile | 1993-1995 |
| Deportes Puerto Montt | Chile | 1996      |
| Unión La Calera       | Chile | 1997-1999 |
| Colo Colo             | Chile | 2000      |
| Magallanes            | Chile | 2001      |
| Unión La Calera       | Chile | 2002-2003 |

## Palmarés
| Torneo     | Club      | País  | Año  |
| ---------- | --------- | ----- | ---- |
| Copa Chile | Colo-Colo | Chile | 1994 |